# Закриті шахти Селидового
Закриті шахти Селидового в долині річки Солона і балках, струмки яких впадають у Солону в районі міста Селидове і околиць, працювали із перервами у часі, починаючи з середини XIX століття. Останні відомості про їх функціонування датовані 20-ми роками XX століття. Це були кустарні шахти, що називалися місцевими мешканцями «гнилушками» або «мишоловками».
Розвідка родовища кам'яного вугілля в районі казенного села Селидівка проводилася в 30-40-х роках XIX століття. У 40-50-х роках в районі Селидівки відкрилися перші кустарні поміщицькі й селянські шахти. Це були копальні в районі балки Кучуриної, притоки річки Солона (дані за 1850 рік). Однак, внаслідок відсутності в Донбасі залізниці й попиту на мінеральне паливо в околицях, розробка родовища вугілля виявилася нерентабельною і більшість копалень незабаром закрили.
На початку 80-х років XIX століття, у зв'язку з будівництвом Катерининської залізниці, відновилася розвідка, а з нею — і кустарна розробка вугілля в долині річки Солона. Місцевість від Іллінки і Курахівки до Галицинівки і сучасної Новогродівки була буквально всіяна такими шахтами, залишки більшості з яких добре збереглися і до наших днів, — завдяки своєму знаходженню на правому високому і крутому березі річки Вовча. Вугілля відправляли гужем на станцію Желанна. Станом на 1894 заводський рік у статистичних звітах наявні 3 шахти Селидівського сільського товариства, на яких працювали 34 робітники (з них 20 — підземні). За звітний період видобули 130 тис. пудів вугілля вартістю «на місці» 7 коп. за пуд. У 1899 заводському році тут працювала шахта Радченка, на якій працювали 11 робітників, що забезпечили видобуток 60 тис. пудів (ціна реалізації на місці — 4,5 коп. за пуд).
Початок XX століття ознаменувався сплеском кустарного вуглевидобутку в районі Селидівки, який тривав до середини минулого століття. В районі сучасних міст Селидове і Новогродівка працювали селянські шахти Боровка, Бережного, Волощенко В., Волощенко І., Висторопа, Гриші, Золотарьова І., Інжечика І., Ісламова, Кепового, Корнієнка, Кузьменка Г., Кузьменка Е., Масла, Мірошниченка Ф., Мірошниченка Л. П., Міхалюченка, Мозгового, Мотченка, Патковича, Попето Л., Пономаренка, Радченка, Старика, Старинченка М. С. Стрельникова М., Ткаченка. Багато кустарів об'єднувалися в товариства. Розроблялися пласти потужністю 0,2-1,1 м.
Селянська шахта Корнієнка, наприклад, знаходилася на західній околиці Селидівки по балці, струмок якої впадає у річку Солону. Розробляла пласт вугілля потужністю близько 1,1 м на глибині 36 метрів. Шахта № 2 М.Стрельникова глибиною 32 метри розробляла вугільний пласт потужністю 0,5 м. Також орендар розробляв сусідній пласт потужністю 0,6 м на глибині 16 метрів. У 1923—1924 роках шахти Корнієнка й Стрельникова не діяли. 20-ті роки їх лише у Селидівці було понад 20. Безліч «мишоловок» розробляли вугільні пласти «Гришинської» свити (С31). Після 1910 року був розкритий і основний пласт свити — l7. Станом на 1923—1924 роки, з усієї безлічі «мишоловок», діяли лише три шахти (Белинського, Гука й Слабкіна).
Працювали до революції 1917 року і більші рудники. На північ від Селидівки працювали шахти № 3 і 4 рудники Катерининської залізниці. Шахти глибиною 70 метрів розробляли метровий пласт вугілля. Його ж розкривали 3 шахти Покровського рудника братів Чечік і Я.Радіна глибиною 45 метрів.
Так, у 1915 році при станції Селидівка, що на лінії Рутченкове — Гришине (Покровськ), яка споруджувалася, працював Покровський рудник братів Чечіків і Радіна (3 шахти, 55 робітників), де протягом звітного періоду було видобуто 393 тис. пудів вугілля при видобувній здатності в 800 тис. пудів на рік. На 1916 рік видобувна здатність рудника спочатку знижувалася до 500 тис. пудів вугілля на рік, потім була збільшена до 1,2 млн пудів на рік. При цьому, за 1916 рік планували видати не менше 700 тис. пудів, а за перше півріччя 1917 року — не менше 500 тис. пудів. Які саме брати Чечіки були власниками Покровського рудника — достеменно невідомо, хоча прізвище було досить відомим серед гірничопромисловців. Начальник гірничого управління південної Росії С. М. Сучков у звіті за 1915 рік вказує власником рудника Б.Чечіка, Рада З'їзду гірничопромисловців півдня Росії — братів Чечік. Окрім Б.Чечіка, в дореволюційних документах фігурують М. М. Чечік, І.Чечік, А.Чечік. Дані про роботу Покровського рудника після 1917—1920 років відсутні.